# Lease Corporation International
Lease Corporation International è una società con sede a Dublino, Irlanda, che offre un'ampia gamma di leasing di aeromobili a varie compagnie aeree. LCI è una consociata del Libra Group, guidato da George Logothetis.

## Storia
Lease Corporation International è stata fondata nel 2004. La filiale noleggia aeromobili ad ala fissa a compagnie aeree in Europa e in Asia, tra cui Singapore Airlines, British Airways, Virgin Atlantic, Oman Air e Hong Kong Express Airways. Dopo aver venduto la sua flotta di aeromobili nel 2007, LCI ne ha acquistati di nuovi nel 2009. Nel 2012, LCI si è espansa nel leasing di elicotteri. Gli elicotteri noleggiati da LCI sono utilizzati per operazioni petrolifere offshore e per le operazioni di ricerca e soccorso, nonché per i servizi medici. Gli uffici di LCI si trovano in Irlanda, Regno Unito e Singapore.

## Flotta
La flotta della LCI Aviation è composta dai seguenti aeromobili, al gennaio 2021:
- AgustaWestland AW139
- AgustaWestland AW169
- AgustaWestland AW189
- Airbus Helicopters H175
- Eurocopter EC130
- Eurocopter EC135
- Eurocopter EC145
- Bell 214
- Boeing 747-400F
- Sikorsky S-76
- Sikorsky S-92

La compagnia ha inoltre in ordine 3 Airbus A220-100 e 17 A220-300.